# 法兰西岛 (行省)

法蘭西島與現代行政區的比較圖。

法兰西岛省（法语：Province de l'Île-de-France），法国旧制度下的国王领地，是自公元十世纪起由卡佩王朝的国王们建立的。它的界限历史上一直在变动，其向西和（特别是）向北比今天的法兰西岛延伸更远，而东面和南面则相反。它提供了各巴黎商人组织以一个经济特区，而后者也助其确定了界限。
法国大革命后，它被拆分成了三个省：塞纳省（已废）、塞纳-瓦兹省（已废）和塞纳-马恩省。